# Портрет Безуглова
«Портрет плавильщика завода „Красный выборжец“ Ф. Д. Безуглова» — картина Народного художника СССР Иосифа Александровича Серебряного (1907—1979), созданная автором в 1960 году, в которой, по мнению исследователя творчества художника И. В. Никифоровской, тот «поднялся до наиболее яркого воплощения своих творческих возможностей в русле традиционного реализма».

## История
В 1949 году И. А. Серебряный пишет «Портрет сталевара Ф. И. Коновалова» и «Портрет разметчика Дубинина». Работы продолжают галерею портретных образов, созданных художником в годы войны. Первый из них был особенно отмечен критикой. Л. С. Зингер называет психологически выразительный портрет сталевара Кировского завода одним из лучших в творчестве художника. Много лет спустя А. Ф. Дмитренко отметит, что «Портрет Ф. И. Коновалова» 1949 года — «не единственный случай обращения художника к тому, что именовалось „производственной тематикой“, но в пределах, казалось бы, привычных типов автор всегда стремился выявить индивидуальность своей модели». 
Вместе с тем И. А. Серебряный продолжает искать пути развития своего любимого жанра и лишь через одиннадцать лет показывает на ежегодной выставке ленинградских художников в ГРМ свой новый портрет. Моделью для него послужил плавильщик завода «Красный выборжец» Фёдор Безуглов. В том же году Портрет Ф. Безуглова экспонировался в Москве на Первой Республиканской художественной выставке «Советская Россия».
И. В. Никифоровская приводит рассказ художника о рождении замысла портрета: 

«Было это так: бродил я по цехам завода „Красный выборжец“, приглядываясь к людям, к их труду. Заглянул и в электролитный цех. И остановился, поражённый открывшимся зрелищем: в печи бушевало пламя, вспышками зарниц отражаясь на стенах цеха. Они освещали и фигуру рабочего-плавильщика. Напряжённое, сосредоточенное лицо, мускулистые руки, сила и уверенность как бы разлиты по всему телу. И здесь произошло то, что в жизни называют „любовью с первого взгляда“. Я был пленён этим человеком, будущим героем своей картины. Мысленно увидел я её композицию, почувствовал, что и как хочу сказать».

Если общий замысел картины возник быстро, то окончательное решение художнику подсказали обстоятельства. «Безуглов у меня тоже не сразу получился, — вспоминал И. А. Серебряный. — Я долго ходил за ним, присматривался. Однажды он повернулся вполоборота, бросил какую-то озорную реплику крановщице, и вдруг всё озарилось по-новому, всё стало красивее, полнее, содержательнее».

## Критика
По замечанию И. В. Никифоровской, работа с первого взгляда вроде бы похожа на многие виденные и потому примелькавшиеся портреты рабочих, изображаемых в производственной обстановке: цех, расплавленный металл, рабочий в спецодежде… «Но чем больше вглядываешься в портрет, тем острее чувствуешь и понимаешь, что нет в нём ни привкуса шаблонной героизации, ни равнодушной репортажной фиксации рабочих атрибутов. Перед нами — человек, по-настоящему красивый силой своей, благородной осанкой, чувством собственного достоинства». Красиво написана его голова с крупными чертами лица, «красиво и свободно стоит он, задержавшись на рабочих мостках у плавильной печи, чуть повернув голову вправо».
По мнению И. В. Никифоровской, есть в Портрете Ф. Безуглова нечто, что отличает его от прежних работ И. А. Серебряного в этом жанре. Это, считает, она, особая значительность и глубина образа, как бы вобравшего в себя лучшие черты рабочего человека, нашего современника[стиль].
По мнению И. В. Никифоровской, среди многих портретов рабочих произведение И. А. Серебряного занимает заметное место. Оно переросло значение обычного портрета и воспринимается как символический образ рабочего человека новой эпохи.